# Đế hệ thi
Đế hệ thi (chữ Hán: 帝系詩) là một bài thơ theo thể ngũ ngôn tứ tuyệt do vua Minh Mạng định ra để đặt tên cho con cháu của mình. Ngoài ra, ông còn định luôn 10 bài Phiên hệ thi (藩系詩) để đặt tên cho con cháu các thế hệ của các anh em mình (tức con trai của Gia Long).
Về nguồn gốc của quyết định này, tương truyền vào năm Minh Mạng thứ 4 (1823), Minh Mạng dựa vào thuyết Chính danh của Khổng Mạnh, đã sai Khê đình hầu Đinh Hồng Phiên (Đinh Nguyễn Phiên) làm ra 2 bộ thơ này, quá trình khảo chứng đã xác định chính xác thông tin này.

## Đế hệ thi
Bài Đế Hệ Thi gồm 20 chữ, dùng làm chữ lót tên cho mỗi thế hệ từ Minh Mạng trở về sau.
| Nguyên văn ... 綿洪膺寶永 保貴定隆長 賢能堪繼述 世瑞國嘉昌 | Phiên âm ... Miên Hồng Ưng Bửu Vĩnh Bảo Quý Định Long Trường Hiền Năng Kham Kế Thuật Thế Thoại Quốc Gia Xương | Tạm dịch ... Huân nghiệp lớn do Tổ Tiên gầy dựng, Gắng giữ gìn cho xứng ân sau, phồn vinh thịnh đạt dài lâu, Anh tài hiền đức cùng nhau bảo toàn. Đời đời nối nghiệp tiền nhân, nước nhà hưng vượng muôn phần phát huy. |

Giải nghĩa:
- Miên: Trường cửu, phước duyên trên hết
- Hường (Hồng): Oai hùng, đúc kết thế gia
- Ưng: Nên danh, xây dựng sơn hà
- Bửu (Bảo): Bối báu, lợi tha quần chúng
- Vĩnh: Bền chí, hùng anh ca tụng
- Bảo: Ôm lòng, khí dũng bình sanh
- Quý: Cao sang, vinh hạnh công thành
- Định: Tiền quyết, thi hành oanh liệt
- Long: Vương tướng, rồng tiên nối nghiệp
- Trường: Vĩnh cửu, nối tiếp giống nòi
- Hiền: Tài đức, phúc ấm sáng soi
- Năng: Gương nơi khuôn phép bờ cõi
- Kham: Đảm đương, mọi cơ cấu giỏi
- Kế: Hoạch sách, mây khói cân phân
- Thuật: Biên chép, lời đúng ý dân
- Thế: Mãi thọ, cận thân gia tộc
- Thoại (Thụy): Ngọc quý, tha hồ phước lộc
- Quốc: Dân phục, nằm gốc giang san
- Gia: Muôn nhà, Nguyễn vẫn huy hoàng
- Xương: Phồn thịnh, bình an thiên hạ

Tuy nhiên, chưa dừng lại đó, trong Ngự chế mạng danh thi còn quy định đi kèm với mỗi chữ trong bài Đế hệ thi là một bộ chữ riêng:
Miên + (宀; miên), Hường + (亻; nhân), Ưng + (礻; thị), Bửu + (山; sơn), Vĩnh + (玉; ngọc)
Bảo + (阜; phụ), Quý + (亻; nhân), Định + (言; ngôn), Long + (扌; thủ), Trường + (禾; hòa)
Hiền + (貝; bối), Năng + (力; lực), Kham + (扌; thủ), Kế + (言; ngôn), Thuật + (心; tâm)
Thế + (玉; ngọc), Thoại + (石; thạch), Quốc + (大; đại), Gia + (禾; hòa), Xương + (忄; tâm )
Tên đặt cho các hoàng tử lúc chưa làm Hoàng đế, bắt buộc phải dùng một chữ có bộ đó, ví dụ:
- Thiệu Trị, tên thật Miên Tông (綿宗): có chữ lót là [Miên; 綿], và tên là [Tông; 宗 thuộc bộ miên 宀], và tất cả các anh em của Thiệu Trị cũng đều phải có tên có chữ bộ Miên cả. Sau khi Thiệu Trị lên ngôi, con của các vị hoàng tử anh em của nhà vua phải đặt tên không được có bộ nhân [ 亻], trừ các con của Thiệu Trị.
- Tự Đức không có con, nên lấy cháu làm Thái tử. Người cháu được chọn kế vị tên là Nguyễn Phúc Ưng Ái, chữ lót thì đúng, nhưng tên không có bộ thị [礻], xét ra trên hoàng phổ không phải dòng họ chính của Hoàng đế, nên để được lập, Ưng Ái được đổi tên thành Ưng Chân (膺禛), chữ Chân này có bộ thị.

Minh Mạng còn đặt ra Nhật tự bộ nhị thập (Hai mươi chữ bộ Nhật), để khi tân hoàng lên ngôi, chọn trong đó một chữ làm tên của mình.
| Nguyên văn 暶時昇昊明 昪昭晃晙晪 智暄暕晅㬏 晊晢曣曦㫟 | Phiên âm Tuyền Thì Thăng Hạo Minh Biện Chiêu Hoảng Tuấn Thiển Trí Huyên Giản Huyên Lịch Chất Tích Yến Hy Duyên |

Với bài Đế hệ thi, Minh Mạng mong muốn sau mình, vương triều Nguyễn sẽ truyền nối tới 20 đời, 500 năm. Nhưng cuối cùng chỉ dừng lại ở chữ Vĩnh - đời thứ 5, do 11 Hoàng đế nối tiếp thuộc cả chi khác và thế hệ trước.
- Thế hệ đầu theo Đế hệ thi là Hoàng đế thứ 3 Thiệu Trị - Nguyễn Phúc Miên Tông.
- Thế hệ thứ 2 có 2 vị vua là Hoàng đế thứ 4 Tự Đức - Nguyễn Phúc Hồng Nhậm và Hoàng đế thứ 6 Hiệp Hòa - Nguyễn Phúc Hồng Dật.
- Thế hệ thứ 3 gồm 4 vị vua:
  - Hoàng đế thứ 5 Dục Đức - Nguyễn Phúc Ưng Chân;
  - Hoàng đế thứ 7 Kiến Phúc - Nguyễn Phúc Ưng Đăng;
  - Hoàng đế thứ 8 Hàm Nghi - Nguyễn Phúc Ưng Lịch;
  - Hoàng đế thứ 9 Đồng Khánh - Nguyễn Phúc Ưng Kỷ.
- Thế hệ thứ 4 có Hoàng đế thứ 10 Thành Thái - Nguyễn Phúc Bửu Lân và Hoàng đế thứ 12 Khải Định - Nguyễn Phúc Bửu Đảo.
- Hai vị vua thuộc thế hệ thứ 5 là Hoàng đế thứ 11 Duy Tân - Nguyễn Phúc Vĩnh San và vị Hoàng đế cuối cùng (Hoàng đế thứ 13) Bảo Đại - Nguyễn Phúc Vĩnh Thụy.

Các quy định trên dành cho Hoàng tử, còn đối với Hoàng nữ thì việc đặt chữ lót khác hẳn:
- Các Hoàng nữ (thế hệ 1) đặt tên thời Gia Long còn theo chữ Ngọc (玉), nhưng về sau đều theo ý nghĩa mà đặt. Khi đến tuổi trưởng thành, các Hoàng nữ sẽ nhận danh hiệu Công chúa. Như Hoàng nữ Vĩnh Trinh, có phong hiệu Quy Đức công chúa (歸德公主) vậy.
- Cháu gái của Hoàng đế (thế hệ 2), tức là con gái của những Công chúa và các Hoàng tử, được gọi là Công Nữ (公女); chắt gái (thế hệ 3) được gọi là Công Tôn Nữ (公孫女); chắt gái (thế hệ 4) là Công Tằng Tôn Nữ (公曾孫女)... để cho gọn, họ thường được rút ngắn lại thành Tôn Nữ với ý nghĩa là cháu gái của các Hoàng đế. Các Tôn Nữ không có phong hiệu.

Bài Đế hệ thi được khắc trong một cuốn sách bằng vàng (kim sách), cất trong hòm vàng (kim quỹ) để lưu truyền từ thế hệ này sang thế hệ khác, các bài Phiên hệ thi cũng được khắc trong các cuốn sách bằng bạc.
Năm 1945, khi vua Bảo Đại thoái vị đã nộp lại cho Chính phủ Việt Minh ấn kiếm và kim sách Đế hệ thi. Hiện nay, kim sách Đế hệ thi đang được lưu giữ tại Bảo tàng Lịch sử quốc gia Việt Nam. Sách làm theo khổ chữ nhật đứng, gồm 13 tờ vàng, gồm bìa trước và sau chạm hình rồng bay trong mây và 11 tờ ruột khắc sách văn, gáy đóng 4 khuyên tròn. Ngày 31 tháng 3, năm 2016, sau nhiều thăng trầm lịch sử, lần đầu tiên kim sách Đế hệ thi đã được Bảo tàng Lịch sử quốc gia đưa ra giới thiệu tới quảng đại công chúng trong cuộc trưng bày chuyên đề "Bảo vật hoàng cung - Kim sách Triều Nguyễn (1802 - 1945)".

## Phiên hệ thi
Vua Minh Mạng ban cho dòng họ của các con của Gia Long 10 bài phiên hệ thi; nhưng một số hoàng thân mất sớm không có con nên không được ban.
1. Anh Duệ Hoàng Thái Tử (con trai trưởng của vua Gia Long)
| Mỹ   | Duệ  | Tăng | Cường | Tráng |
| 美   | 睿   | 増   | 彊    | 壯    |
| Liên | Huy  | Phát | Bội   | Hương |
| 聯   | 輝   | 發   | 佩    | 香    |
| Lịnh | Nghi | Hàm  | Tốn   | Thuận |
| 令   | 儀   | 咸   | 巽    | 順    |
| Vĩ   | Vọng | Biểu | Khôn  | Quang |
| 偉   | 望   | 表   | 坤    | 光    |

2. Kiến An Vương (con trai thứ năm của vua Gia Long)
| Lương | Kiến | Ninh  | Hòa   | Thuật  |
| 良    | 建   | 寧    | 和    | 術     |
| Du    | Hành | Suất  | Nghĩa | Phương |
| 攸    | 行   | 率    | 義    | 方     |
| Dưỡng | Di   | Tương | Thức  | Hảo    |
| 飬    | 怡   | 相    | 式    | 好     |
| Cao   | Túc  | Thể   | Vi    | Tường  |
| 高    | 宿   | 彩    | 為    | 祥     |

3. Định Viễn Quận Vương (con trai thứ sáu của vua Gia Long)
| Tịnh   | Hoài   | Chiêm | Viễn  | Ái  |
| 靖     | 懷     | 瞻    | 遠    | 愛  |
| Cảnh   | Ngưỡng | Mậu   | Thanh | Kha |
| 景     | 仰     | 茂    | 淸    | 珂  |
| Nghiễm | Khác   | Do    | Trung | Đạt |
| 儼     | 恪     | 由    | 衷    | 逹  |
| Liên   | Trung  | Tập   | Cát   | Đa  |
| 連     | 忠     | 集    | 吉    | 多  |

4. Diên Khánh Vương (con trai thứ bảy của vua Gia Long)
| Diên  | Hội   | Phong | Hanh   | Hiệp |
| 延    | 會    | 豐    | 亨     | 合   |
| Trùng | Phùng | Tuấn  | Lãng   | Nghi |
| 重    | 逢    | 雋    | 朗     | 宜   |
| Hậu   | Lưu   | Thành | Tú     | Diệu |
| 厚    | 留    | 成    | 秀     | 妙   |
| Diễn  | Khánh | Thích | Phương | Huy  |
| 衍    | 慶    | 適    | 芳     | 徽   |

5. Điện Bàn Công (con trai thứ tám của vua Gia Long)
| Tín   | Điện | Tư   | Duy   | Chánh |
| 信    | 奠   | 思   | 维    | 正    |
| Thành | Tồn  | Lợi  | Thỏa  | Trinh |
| 誠    | 存   | 利   | 妥    | 貞    |
| Túc   | Cung | Thừa | Hữu   | Nghị  |
| 肅    | 恭   | 承   | 友    | 誼    |
| Vinh  | Hiển | Tập  | Khanh | Danh  |
| 榮    | 顯   | 襲   | 卿    | 名    |

6. Thiệu Hóa Quận Vương (con trai thứ chín của vua Gia Long)
| Thiện | Thiệu | Kỳ   | Tuần | Lý  |
| 善    | 绍    | 期   | 循   | 理  |
| Văn   | Tri   | Tại  | Mẫn  | Du  |
| 聞    | 知    | 在   | 敏   | 猷  |
| Ngưng | Lân   | Tài  | Chí  | Lạc |
| 凝    | 麟    | 才   | 至   | 樂  |
| Địch  | Đạo   | Doãn | Phu  | Hưu |
| 廸    | 道    | 允   | 孚   | 休  |

7. Quảng Uy Công (con trai thứ mười của vua Gia Long)
| Phụng | Phủ  | Trưng | Khải | Quảng |
| 鳳    | 符   | 徴    | 啓   | 廣    |
| Kim   | Ngọc | Trác  | Tiêu | Kỳ    |
| 金    | 玉   | 卓    | 標   | 奇    |
| Điển  | Học  | Kỳ    | Gia  | Chí   |
| 典    | 學   | 期    | 加   | 志    |
| Đôn   | Di   | Khắc  | Tự   | Trì   |
| 敦    | 彝   | 克    | 自   | 持    |

8. Thường Tín Quận Vương (con trai thứ mười một của vua Gia Long)
| Thường | Cát   | Tuân | Gia   | Huấn |
| 常     | 吉    | 遵   | 家    | 訓   |
| Lâm    | Trang | Túy  | Thạnh | Cung |
| 臨     | 莊    | 粹   | 盛    | 躬   |
| Thận   | Tu    | Di   | Tấn   | Đức  |
| 愼     | 修    | 彌   | 進    | 德   |
| Thọ    | Ích   | Mậu  | Tân   | Công |
| 受     | 益    | 懋   | 新    | 功   |

9. An Khánh Vương (con trai thứ mười hai của vua Gia Long)
| Khâm  | Tùng  | Xưng | Ý     | Phạm |
| 欽    | 從    | 稱   | 懿    | 範   |
| Nhã   | Chánh | Thủy | Hoằng | Quy  |
| 雅    | 正    | 始   | 弘    | 規   |
| Khải  | Để    | Đằng | Cần   | Dự   |
| 愷    | 悌    | 騰   | 勤    | 譽   |
| Quyến | Ninh  | Cộng | Trấp  | Hy   |
| 眷    | 寧    | 共   | 緝    | 熙   |

10. Từ Sơn Công (con trai thứ mười ba của vua Gia Long)
| Từ   | Thể  | Dương | Quỳnh | Cẩm   |
| 慈   | 采   | 揚    | 瓊    | 錦    |
| Phu  | Văn  | Ái    | Diệu  | Dương |
| 敷   | 文   | 藹    | 耀    | 陽    |
| Bách | Chi  | Quân  | Phụ   | Dực   |
| 百   | 支   | 均    | 輔    | 翼    |
| Vạn  | Diệp | Hiệu  | Khuôn | Tương |
| 萬   | 葉   | 效    | 匡    | 襄    |

Chữ lót của mỗi đời dùng một chữ trong bài thơ, nhưng tên ở mỗi đời thì phải dùng một bộ trong ngũ hành theo thứ tự: thổ, kim, thủy, mộc, hỏa và trở lại, vì thế tên của tất cả đời thứ nhất dùng bộ thổ.

## Kim sách "Đế hệ thi"
Bài Đế hệ thi được khắc vào một cuốn sách bằng vàng (kim sách), có tên chính thức là Thánh chế mạng danh kim sách. Kim sách này gồm 13 tờ, gáy đóng bằng 4 khuyên tròn. Kim sách được làm theo khổ chữ nhật đứng có kích thước (Dài x Rộng x Cao): 23,2 x 13,7 x 1,6 cm; trọng lượng 4.232 gam.
Bìa trước và bìa sau của kim sách này dập nổi hình rồng bay trong mây, viền ngoài dập nổi hình hoa chanh 4 cánh, 4 góc trang trí dây lá cách điệu rất chi tiết, tỷ mỷ.
Mười một tờ ruột khắc sách văn của bài Đế hệ thi và 10 bài Phiên hệ thi. Bài sách văn bằng chữ Hán được khắc trên 11 tờ bằng vàng gập đôi, khắc từ trái qua phải theo cột dọc, mỗi trang gồm 5 cột trong ô viền hình chữ nhật kép.
Tại tờ thứ 7 có khắc mặt ấn “Minh Mạng thần hàn” (明命宸翰) trong khung chữ nhật kép (kích thước 3,9 x 4 cm). Bên cạnh mặt ấn có khắc thêm 8 chữ Hán cho biết niên đại của cuốn kim sách: 明命肆年正月元旦 (phiên âm: Minh Mạng tứ niên chính Nguyệt Nguyên đán, dịch nghĩa: Ngày mồng 1 tháng Giêng, năm Minh Mạng thứ 4 (1823)).
Kim sách "Đế hệ thi" hiện nay được lưu giữ tại Bảo tàng Lịch sử quốc gia Việt Nam. Năm 2018 nó được công nhận là bảo vật quốc gia Việt Nam.